# Phlomis crinita
Espèce
Classification phylogénétique
Phlomis crinita est une espèce de plantes à fleurs de la famille des Lamiaceae et du genre Phlomis originaire d'Espagne et d'Afrique du Nord.

## Description
La plante a des fleurs jaune orangé, groupées en verticilles le long de tiges de plus de 50 cm de haut. Celles-ci et les feuilles sont habillées de poils denses argentés et crémeux. Elle est assez semblable à Phlomis lychnitis avec laquelle on la confond souvent et avec qui elle forme un hybride.

## Répartition et habitats
On trouve Phlomis crinita en Espagne et en Afrique en face.
Elle préfère les endroits rocailleux et secs, tels que les fossés, les corniches...

## Parasitologie
La feuille a pour parasites Gampsocoris punctipes et Trachys pumilus. La racine a pour parasite Longitarsus ferruginipennis (en).